# Copa Chile de Básquetbol 2022-23
La Copa Chile de Básquetbol 2022-23 (conocida por razones de patrocinio como Copa Chile MUNDO by Cecinas Llanquihue) fue la 10.ª edición del torneo de copa de básquetbol organizado por la Liga Nacional de Básquetbol de Chile y se jugó entre el 23 de septiembre y el 18 de diciembre de 2022.
Esta versión del certamen será, histórica y extensa, pues tendrá 30 equipos. La Liga CDO+ y la Liga DOS, primera y segunda división de LNB Chile, juntas en esta edición del torneo.

## Sistema de campeonato
El formato será con fase zonal, Playoffs y un cuadrangular final. Todo se disputará entre el 23 de septiembre y el 18 de diciembre, fecha en que conoceremos al flamante campeón.

### Fase Zonal
Primero serán dos meses de competencia en la fase zonal. 30 equipos divididos en 6 zonas y un total de 120 partidos en 10 semanas de juego. Cada equipo disputará ocho encuentros. Los últimos duelos de esta etapa se disputarán el fin de semana del 26 y 27 de noviembre. Clasificarán 8 equipos, los líderes de las Zonas A, B y C más el mejor segundo de este grupo de zonas (A, B y C); y los líderes de las Zonas D, E y F más el mejor segundo de este grupo de zonas (D, E y F).

### Play-offs
En los playoffs, los duelos de los 8 equipos clasificados serán así: el mejor primero de las zonas A, B y C jugará ante el mejor segundo de este grupo de zonas (A, B y C), mientras que los otros dos líderes se enfrentarán entre sí. Lo mismo en el otro grupo: el mejor primero de las zonas D, E y F se medirá frente al mejor segundo de este grupo (D, E y F) y la otra llave será entre los otros dos líderes clasificados.
Las series serán al mejor de tres juegos y se disputarán entre el 3 y 11 de diciembre.

### Cuadrangular Final
Todo se definirá en el cuadrangular final del 17 y 18 de diciembre. Semifinales, definición por el tercer y cuarto lugar, más la gran final por la corona en sede única para cerrar el año del mejor básquetbol chileno. A esta instancia clasificarán los ganadores de cada llave de Playoffs.

## Equipos participantes
| Club                         | Región                 | Ciudad       |
| ---------------------------- | ---------------------- | ------------ |
| CD Colegio Los Leones        | Región de Valparaíso   | Quilpué      |
| Árabe de Valparaíso          | Región de Valparaíso   | Valparaíso   |
| Sportiva Italiana            | Región de Valparaíso   | Valparaíso   |
| CD Brisas                    | Región Metropolitana   | La Cisterna  |
| Sergio Ceppi                 | Región Metropolitana   | La Cisterna  |
| CD Manquehue                 | Región Metropolitana   | Las Condes   |
| CD Universidad Católica      | Región Metropolitana   | Las Condes   |
| Boston College               | Región Metropolitana   | Maipú        |
| Municipal Puente Alto        | Región Metropolitana   | Puente Alto  |
| Luis Matte Larraín           | Región Metropolitana   | Puente Alto  |
| Santiago Morning Quilicura   | Región Metropolitana   | Quilicura    |
| Stadio Italiano              | Región Metropolitana   | Santiago     |
| Tinguiririca San Fernando    | Región de O'Higgins    | San Fernando |
| CD Tomás Lawrence            | Región de O'Higgins    | San Fernando |
| Liceo Curicó                 | Región del Maule       | Curicó       |
| Español de Talca             | Región del Maule       | Talca        |
| Truenos de Talca             | Región del Maule       | Talca        |
| CD Municipal Chillan         | Región de Ñuble        | Chillán      |
| CD Universidad de Concepción | Región del Biobío      | Concepción   |
| CD Alemán                    | Región del Biobío      | Concepción   |
| AB Temuco UFRO               | Región de La Araucanía | Temuco       |
| CD Liceo Pablo Neruda        | Región de La Araucanía | Temuco       |
| CD Las Ánimas                | Región de Los Ríos     | Valdivia     |
| CD Valdivia                  | Región de Los Ríos     | Valdivia     |
| ABA Ancud                    | Región de Los Lagos    | Ancud        |
| Atlético Puerto Varas        | Región de Los Lagos    | Puerto Varas |
| CEB Puerto Montt             | Región de Los Lagos    | Puerto Montt |
| Deportes Castro              | Región de Los Lagos    | Castro       |
| Deportivo Osorno             | Región de Los Lagos    | Osorno       |
| Español de Osorno            | Región de Los Lagos    | Osorno       |

## Fase de grupos

### Grupo A
| Equipo                | Pts | PJ | PG | PP | PF  | PC  | Dif  |
| --------------------- | --- | -- | -- | -- | --- | --- | ---- |
| Colegio Los Leones    | 16  | 8  | 8  | 0  | 683 | 389 | +294 |
| Municipal Puente Alto | 13  | 8  | 5  | 3  | 596 | 486 | +110 |
| Boston College        | 12  | 8  | 4  | 4  | 496 | 584 | -88  |
| Stadio Italiano       | 10  | 8  | 2  | 6  | 485 | 622 | -137 |
| C.D. Brisas           | 9   | 8  | 1  | 7  | 427 | 606 | -179 |

| \| Fecha \| Estadio \| Local \| Resultado \| Visitante \| \| ---------------- \| ------- \| --------------------- \| --------- \| ------------------ \| \| 24 de septiembre \| \| Boston College \| 66 - 57 \| Stadio Italiano \| \| 24 de septiembre \| \| Municipal Puente Alto \| 71 -79 \| Colegio Los Leones \| \| \| \| \| \| \| \| \| \| \| \| \| \| \| \| \| \| \| \| \| \| \| \| \| \| \| \| \| \| \| \| \| \| \| \| \| \| \| \| \| \| \| \| \| \| \| \| \| \| \| \| \| \| \| \| \| \| \| \| \| |         |                       |           |                    |
| Fecha | Estadio | Local                 | Resultado | Visitante          |
| 24 de septiembre |         | Boston College        | 66 - 57   | Stadio Italiano    |
| 24 de septiembre |         | Municipal Puente Alto | 71 -79    | Colegio Los Leones |
| |         |                       |           |                    |
| |         |                       |           |                    |
| |         |                       |           |                    |
| |         |                       |           |                    |
| |         |                       |           |                    |
| |         |                       |           |                    |
| |         |                       |           |                    |
| |         |                       |           |                    |
| |         |                       |           |                    |
| |         |                       |           |                    |

### Grupo B
| Equipo               | Pts | PJ | PG | PP | PF  | PC  | Dif  |
| -------------------- | --- | -- | -- | -- | --- | --- | ---- |
| Sportiva Italiana    | 16  | 8  | 8  | 0  | 646 | 505 | +141 |
| Universidad Católica | 14  | 8  | 6  | 2  | 620 | 451 | +169 |
| Sergio Ceppi         | 11  | 8  | 3  | 5  | 557 | 574 | -17  |
| Luis Matte Larraín   | 10  | 8  | 2  | 6  | 485 | 618 | -133 |
| Árabe de Valparaíso  | 9   | 8  | 1  | 7  | 458 | 618 | -160 |

| \| Fecha \| Estadio \| Local \| Resultado \| Visitante \| \| ---------------- \| ------- \| ----- \| --------- \| --------- \| \| 24 de septiembre \| \| \| \| \| \| 24 de septiembre \| \| \| \| \| \| \| \| \| \| \| \| \| \| \| \| \| \| \| \| \| \| \| \| \| \| \| \| \| \| \| \| \| \| \| \| \| \| \| \| \| \| \| \| \| \| \| \| \| \| \| \| \| \| \| \| \| \| \| \| \| \| \| \| \| |         |       |           |           |
| Fecha | Estadio | Local | Resultado | Visitante |
| 24 de septiembre |         |       |           |           |
| 24 de septiembre |         |       |           |           |
| |         |       |           |           |
| |         |       |           |           |
| |         |       |           |           |
| |         |       |           |           |
| |         |       |           |           |
| |         |       |           |           |
| |         |       |           |           |
| |         |       |           |           |
| |         |       |           |           |
| |         |       |           |           |

### Grupo C
| Equipo                  | Pts | PJ | PG | PP | PF  | PC  | Dif  |
| ----------------------- | --- | -- | -- | -- | --- | --- | ---- |
| Manquehue               | 15  | 8  | 7  | 1  | 660 | 491 | +169 |
| Stgo. Morning Quilicura | 13  | 8  | 5  | 3  | 634 | 563 | +71  |
| Tinguiririca            | 13  | 8  | 5  | 3  | 609 | 571 | +38  |
| Tomas Lawrence          | 10  | 8  | 2  | 6  | 525 | 626 | -101 |
| Liceo Curicó            | 9   | 8  | 1  | 7  | 453 | 630 | -177 |

| \| Fecha \| Estadio \| Local \| Resultado \| Visitante \| \| ---------------- \| ------- \| ----- \| --------- \| --------- \| \| 24 de septiembre \| \| \| \| \| \| 24 de septiembre \| \| \| \| \| \| \| \| \| \| \| \| \| \| \| \| \| \| \| \| \| \| \| \| \| \| \| \| \| \| \| \| \| \| \| \| \| \| \| \| \| \| \| \| \| \| \| \| \| \| \| \| \| \| \| \| \| \| \| \| \| \| \| \| \| |         |       |           |           |
| Fecha | Estadio | Local | Resultado | Visitante |
| 24 de septiembre |         |       |           |           |
| 24 de septiembre |         |       |           |           |
| |         |       |           |           |
| |         |       |           |           |
| |         |       |           |           |
| |         |       |           |           |
| |         |       |           |           |
| |         |       |           |           |
| |         |       |           |           |
| |         |       |           |           |
| |         |       |           |           |
| |         |       |           |           |

### Grupo D
| Equipo                    | Pts | PJ | PG | PP | PF  | PC  | Dif  |
| ------------------------- | --- | -- | -- | -- | --- | --- | ---- |
| Universidad de Concepción | 16  | 8  | 8  | 0  | 904 | 457 | +447 |
| Truenos de Talca          | 13  | 8  | 5  | 3  | 573 | 625 | -52  |
| Municipal Chillán         | 12  | 8  | 4  | 4  | 559 | 608 | -49  |
| Español de Talca          | 11  | 8  | 3  | 5  | 503 | 566 | -63  |
| Alemán de Concepción      | 7   | 8  | 0  | 8  | 356 | 639 | -283 |

| \| Fecha \| Estadio \| Local \| Resultado \| Visitante \| \| ---------------- \| ------- \| ----- \| --------- \| --------- \| \| 24 de septiembre \| \| \| \| \| \| 24 de septiembre \| \| \| \| \| \| \| \| \| \| \| \| \| \| \| \| \| \| \| \| \| \| \| \| \| \| \| \| \| \| \| \| \| \| \| \| \| \| \| \| \| \| \| \| \| \| \| \| \| \| \| \| \| \| \| \| \| \| \| \| \| \| \| \| \| |         |       |           |           |
| Fecha | Estadio | Local | Resultado | Visitante |
| 24 de septiembre |         |       |           |           |
| 24 de septiembre |         |       |           |           |
| |         |       |           |           |
| |         |       |           |           |
| |         |       |           |           |
| |         |       |           |           |
| |         |       |           |           |
| |         |       |           |           |
| |         |       |           |           |
| |         |       |           |           |
| |         |       |           |           |
| |         |       |           |           |

### Grupo E
| Equipo             | Pts | PJ | PG | PP | PF  | PC  | Dif  |
| ------------------ | --- | -- | -- | -- | --- | --- | ---- |
| Deportivo Valdivia | 14  | 8  | 6  | 2  | 576 | 480 | +96  |
| Español de Osorno  | 13  | 8  | 5  | 3  | 732 | 589 | +143 |
| Las Ánimas         | 12  | 8  | 5  | 3  | 600 | 603 | -3   |
| A.B. Temuco UFRO   | 11  | 8  | 3  | 5  | 540 | 575 | -35  |
| Liceo Pablo Neruda | 9   | 8  | 1  | 7  | 492 | 693 | -201 |

| \| Fecha \| Estadio \| Local \| Resultado \| Visitante \| \| ---------------- \| ------- \| ----- \| --------- \| --------- \| \| 24 de septiembre \| \| \| \| \| \| 24 de septiembre \| \| \| \| \| \| \| \| \| \| \| \| \| \| \| \| \| \| \| \| \| \| \| \| \| \| \| \| \| \| \| \| \| \| \| \| \| \| \| \| \| \| \| \| \| \| \| \| \| \| \| \| \| \| \| \| \| \| \| \| \| \| \| \| \| |         |       |           |           |
| Fecha | Estadio | Local | Resultado | Visitante |
| 24 de septiembre |         |       |           |           |
| 24 de septiembre |         |       |           |           |
| |         |       |           |           |
| |         |       |           |           |
| |         |       |           |           |
| |         |       |           |           |
| |         |       |           |           |
| |         |       |           |           |
| |         |       |           |           |
| |         |       |           |           |
| |         |       |           |           |
| |         |       |           |           |

### Grupo F
| Equipo                             | Pts | PJ | PG | PP | PF  | PC  | Dif  |
| ---------------------------------- | --- | -- | -- | -- | --- | --- | ---- |
| AB Ancud                           | 15  | 8  | 7  | 1  | 759 | 541 | +105 |
| Puerto Varas                       | 15  | 8  | 7  | 1  | 822 | 554 | +268 |
| Deportes Castro                    | 12  | 8  | 4  | 4  | 609 | 601 | +8   |
| Escuela de Básquetbol Puerto Montt | 10  | 8  | 2  | 6  | 536 | 716 | -180 |
| CDSC Osorno                        | 8   | 8  | 0  | 8  | 454 | 768 | -314 |

| \| Fecha \| Estadio \| Local \| Resultado \| Visitante \| \| ---------------- \| ------- \| ----- \| --------- \| --------- \| \| 24 de septiembre \| \| \| \| \| \| 24 de septiembre \| \| \| \| \| \| \| \| \| \| \| \| \| \| \| \| \| \| \| \| \| \| \| \| \| \| \| \| \| \| \| \| \| \| \| \| \| \| \| \| \| \| \| \| \| \| \| \| \| \| \| \| \| \| \| \| \| \| \| \| \| \| \| \| \| |         |       |           |           |
| Fecha | Estadio | Local | Resultado | Visitante |
| 24 de septiembre |         |       |           |           |
| 24 de septiembre |         |       |           |           |
| |         |       |           |           |
| |         |       |           |           |
| |         |       |           |           |
| |         |       |           |           |
| |         |       |           |           |
| |         |       |           |           |
| |         |       |           |           |
| |         |       |           |           |
| |         |       |           |           |
| |         |       |           |           |

     Clasifican a los Play-offs.
     Clasifican a los Play-offs como mejor 2° mejor de su zona (A,B,C) Y (D,E,F).

## Play-offs

### Colegio Los Leones -  Universidad Católica
| 2 de diciembre de 2022 | CD Colegio Los Leones                        | 64–57 (Series: 1 - 0)                 | CD Universidad Católica                                  | Quilpué                                                                                            |  |
| 20:30                  | Parciales: 23-15, 14-14, 13-13, 14-15        | Parciales: 23-15, 14-14, 13-13, 14-15 | Parciales: 23-15, 14-14, 13-13, 14-15                    | |  |
|                        | Estadísticas D. Jones 16 T. Lee 8 D. Jones 2 | Reporte Pts Reb Asts                  | Estadísticas 12 G. Muñoz 4 J. Dugloszewski 4 A. Robinson | Pabellón: Gimnasio Los Leones Árbitros: Claudio Osorio Álvaro Tudela Brayan Castro Televisión: CDO |  |

| 7 de diciembre de 2022 | CD Universidad Católica                                  | 62–81 (Series: 0 - 2)               | CD Colegio Los Leones                          | Santiago |  |
| 20:30                  | Parciales: 25-23, 5-27, 23-20, 9-11                      | Parciales: 25-23, 5-27, 23-20, 9-11 | Parciales: 25-23, 5-27, 23-20, 9-11            | |  |
|                        | Estadísticas E. Sepúlveda 14 P. Allegrini 6 D. Salcedo 6 | Pts Reb Asts                        | Estadísticas 27 C. Naylor 11 B. Amor 8 B. Amor | Pabellón: Edificio deportes C.D. UC Árbitros: Mariajesus González Carla Vargas Miguel Bravo Televisión: CDO |  |

Leones de Quilpué gana la serie por 2 - 0.

### Sportiva Italiana -  CD Manquehue
| 3 de diciembre de 2022 | Sportiva Italiana                                       | 80–63 (Series: 1 - 0)                 | CD Manquehue                                      | Valparaíso                                                                                     |  |
| 18:30                  | Parciales: 20-14, 24-20, 19-12, 17-17                   | Parciales: 20-14, 24-20, 19-12, 17-17 | Parciales: 20-14, 24-20, 19-12, 17-17             |                                                                                                |  |
|                        | Estadísticas M. Lubiano 24 F. Herrera 14 G. Hernandez 5 | Reporte Pts Reb Asts                  | Estadísticas 12 J. Peters 6 F. Atala 7 F. Schuler | Pabellón: Fortín Prat Árbitros: Álvaro Tudela Christian Espoz Brayan Castro Televisión: LNB.tv |  |

| 8 de diciembre de 2022 | CD Manquehue                                            | 66–71 (Series: 0 - 2)                | Sportiva Italiana                                          | Santiago                                                                                            |  |
| 19:00                  | Parciales: 21-23, 7-10, 26-23, 12-15                    | Parciales: 21-23, 7-10, 26-23, 12-15 | Parciales: 21-23, 7-10, 26-23, 12-15                       | |  |
|                        | Estadísticas J. Schuler 17 S. Fernández 9 F. Schuler 11 | Reporte Pts Reb Asts                 | Estadísticas 22 G. Hernández 9 G. Hernández 3 G. Hernández | Pabellón: Club Manquehue Árbitros: Sebastián Negrón Miguel Bravo Miguel Cabatori Televisión: LNB.tv |  |

Sportiva Italiana gana la serie por 2 - 0

### Universidad de Concepción -  Atlético Puerto Varas
| 3 de diciembre de 2022 | Universidad de Concepción                         | 81–77 (Series: 1 - 0)                 | Atlético Puerto Varas                               | Concepción                                                                                             |  |
| 20:30                  | Parciales: 26-18, 19-26, 14-15, 22-18             | Parciales: 26-18, 19-26, 14-15, 22-18 | Parciales: 26-18, 19-26, 14-15, 22-18               | |  |
|                        | Estadísticas J. Evans 27 J. Evans 9 E. Luzcando 4 | Reporte Pts Reb Asts                  | Estadísticas 15 S. Lloyd 13 T. Travion 2 J. Fontena | Pabellón: Casa del Deporte Árbitros: Mariajesus González Eric Navarrete Carlos Escobar Televisión: CDO |  |

| 6 de diciembre de 2022 | Atlético Puerto Varas                             | 68–85 (Series: 0 - 2)                 | Universidad de Concepción                         | Puerto Varas |  |
| 20:00                  | Parciales: 18-19, 12-23, 17-17, 21-26             | Parciales: 18-19, 12-23, 17-17, 21-26 | Parciales: 18-19, 12-23, 17-17, 21-26             | |  |
|                        | Estadísticas S. Lloyd 18 T. Travion 11 E. Amado 5 | Reporte Pts Reb Asts                  | Estadísticas 14 J. Evans 9 J. Evans 4 S. Carrasco | Pabellón: Gimnasio Fiscal de Puerto Varas Árbitros: Enzo Fernández Raúl Aguilar Sebastián Negrón Televisión: LNB.tv |  |

Universidad de Concepción gana la serie por 2 - 0

### ABA Ancud -  CD Valdivia
| 4 de diciembre de 2022 | ABA Ancud                                               | 88–70 (Series: 1 - 0)                 | CD Valdivia                                         | Ancud |  |
| 18:30                  | Parciales: 24-19, 22-21, 24-13, 18-17                   | Parciales: 24-19, 22-21, 24-13, 18-17 | Parciales: 24-19, 22-21, 24-13, 18-17               | |  |
|                        | Estadísticas S. Maxwell 27 R. Gallegos 13 R. Gallegos 9 | Reporte Pts Reb Asts                  | Estadísticas 22 N. Wadell 9 N. Wadell 6 N. Ferreyra | Pabellón: Gimnasio Fiscal de Ancud Árbitros: Enzo Fernández Raúl Aguilar Sebastián Negrón Televisión: LNB.tv |  |

| 10 de diciembre de 2022 | CD Valdivia                                     | 83–76 (Series: 1 - 1)                 | ABA Ancud                                          | Valdivia |  |
| 20:30                   | Parciales: 19-18, 22-22, 24-16, 18-20           | Parciales: 19-18, 22-22, 24-16, 18-20 | Parciales: 19-18, 22-22, 24-16, 18-20              | |  |
|                         | Estadísticas C. Soto 19 C. Soto 9 N. Ferreyra 8 | Reporte Pts Reb Asts                  | Estadísticas 27 S. Maxwell 8 F. Alippi 4 S. Suarez | Pabellón: Coliseo Municipal Antonio Azurmendy Riveros Árbitros: Brayan Castro Rodrigo Robles Álvaro Hermosilla Televisión: CDO |  |

| 12 de diciembre de 2022 | ABA Ancud                                               | 80–72 (Series: 2 - 1)                | CD Valdivia                                          | Ancud |  |
| 20:00                   | Parciales: 25-20, 27-19, 19-21, 9-12                    | Parciales: 25-20, 27-19, 19-21, 9-12 | Parciales: 25-20, 27-19, 19-21, 9-12                 | |  |
|                         | Estadísticas S. Maxwell 26 S. Maxwell 13 R. Gallegos 13 | Reporte Pts Reb Asts                 | Estadísticas 15 N. Ferreyra 11 G. Isla 4 P. Sandoval | Pabellón: Gimnasio Fiscal de Ancud Árbitros: Sebastián Negrón Álvaro Tudela Brayan Castro Televisión: LNB.tv |  |

ABA Ancud gana la serie por 2 - 1

## Final Four

### Semifinales

#### Universidad de Concepción -  Sportiva Italiana
| 17 de diciembre de 2022 | Universidad de Concepción                               | 103–66                                | Sportiva Italiana                                      | Ancud |  |
| 18:00                   | Parciales: 23-11, 26-14, 24-20, 30-21                   | Parciales: 23-11, 26-14, 24-20, 30-21 | Parciales: 23-11, 26-14, 24-20, 30-21                  | |  |
|                         | Estadísticas E. Arteaga 15 A. Domínguez 7 S. Carrasco 7 | Reporte Pts Reb Asts                  | Estadísticas 22 G. Hernández 8 J. Barra 3 G. Hernández | Pabellón: Gimnasio Fiscal de Ancud Árbitros: Raúl Aguilar Mariajesus González Álvaro Tudela Televisión: LNB.tv |  |

#### ABA Ancud -  Colegio los Leones
| 17 de diciembre de 2022 | ABA Ancud                                            | 83–65                                 | CD Colegio Los Leones                          | Ancud                                                                                                   |  |
| 21:00                   | Parciales: 25-17, 15-23, 23-15, 20-10                | Parciales: 25-17, 15-23, 23-15, 20-10 | Parciales: 25-17, 15-23, 23-15, 20-10          | |  |
|                         | Estadísticas S. Maxwell 28 S. Suarez 7 R. Gallegos 8 | Reporte Pts Reb Asts                  | Estadísticas 19 I. Carrión 14 T. Lee 5 B. Amor | Pabellón: Gimnasio Fiscal de Ancud Árbitros: Enzo Fernández Claudio Osorio Carla Vargas Televisión: CDO |  |

### Tercer Lugar

#### Colegio los Leones - Sportiva Italiana
| 18 de diciembre de 2022 | CD Colegio Los Leones                              | 71–73                                 | Sportiva Italiana                                       | Ancud |  |
| 18:00                   | Parciales: 16-21, 19-11, 22-22, 14-19              | Parciales: 16-21, 19-11, 22-22, 14-19 | Parciales: 16-21, 19-11, 22-22, 14-19                   | |  |
|                         | Estadísticas I. Carrión 22 C. Naylor 7 C. Naylor 6 | Reporte Pts Reb Asts                  | Estadísticas 23 G. Hernández 12 M. Lubiano 6 B. Herrera | Pabellón: Gimnasio Fiscal de Ancud Asistencia: 2000 espectadores Árbitros: Raúl Aguilar Álvaro Tudela Mariajesus González Televisión: CDO LNB.tv |  |

### Final

#### ABA Ancud - Universidad de Concepción
| 18 de diciembre de 2022 | ABA Ancud                                            | 89–95                                 | Universidad de Concepción                          | Ancud |  |
| 21:00                   | Parciales: 20-27, 36-27, 15-18, 18-23                | Parciales: 20-27, 36-27, 15-18, 18-23 | Parciales: 20-27, 36-27, 15-18, 18-23              | |  |
|                         | Estadísticas S. Suárez 30 S. Maxwell 9 R. Gallegos 9 | Reporte Pts Reb Asts                  | Estadísticas 14 S. Carrasco 9 C. Milano 8 D. Silva | Pabellón: Gimnasio Fiscal de Ancud Asistencia: 2000 espectadores Árbitros: Carla Vargas Enzo Fernández Claudio Osorio Televisión: CDO LNB.tv |  |

## Campeón
|                                       |
| Universidad de Concepción 2.do título |
|                                       |

| Predecesor: Copa Chile 2021-22 | Copa Chile de Básquetbol 2022 | Sucesor: Copa Chile 2023 |